# Stanisław Jakubowski (samorządowiec)
Stanisław Jan Jakubowski (ur. 12 maja 1949 w miejscowości Tokary-Rąbież w powiecie płockim) – polski samorządowiec, wiceprezydent (1995–1998) i prezydent Płocka (1998–2001).

## Życiorys
Z wykształcenia jest magistrem administracji, ukończył studia na Uniwersytecie Warszawskim. Należał do SdRP. W latach 1995–1998 sprawował funkcję wiceprezydenta Płocka. W 1997 bez powodzenia ubiegał się o mandat parlamentarzysty z ramienia SLD. W wyborach samorządowych w 1998 został wybrany na radnego sejmiku mazowieckiego (pełnił go do 2000). W latach 1998–2001 sprawował urząd prezydenta Płocka. Później przez kilka lat zajmował stanowisko prezesa zarządu przedsiębiorstwa PERN. W 2015 wystartował do Sejmu z ramienia Zjednoczonej Lewicy w okręgu płockim.